# Tyge Dahlgaard
Tyge Dahlgaard, född 8 april 1921 i Köpenhamn, död 20 december 1985, var en dansk socialdemokratisk politiker, ambassadör och minister i Jens Otto Krags andra regering 1966-1967.

## Bakgrund
Tyge Dahlgaard var son till politikern Bertel Dahlgaard och Dorthea Poulsen, samt bror till politikern Lauge Dahlgaard. Han tog studentexamen från Ordrup Gymnasium 1939 och blev cand. polit. från Köpenhamns universitet 1947. Efter en kort tids anställning på det danska jordbruksdepartementet (da: Landbrugsministeriet) blev han anställd på utrikesdepartementet 1949 och Danmarks fasta delegat i FN:s europakontor i Genève (1949-1950). Han var sekreterare för det ekonomiska samarbetet i Norden (1954-1957), ekonomisk rådgivare för OEEC i Paris (1957-1959) samt ekonomisk rådgivare och ambassadråd på den danska ambassaden i Washington D.C. (1959-1964). Därefter var han ambassadör vid EEG, Euratom och EKSG (1964-1966).

## Minister
Till skillnad från sin far och bror var Dahlgaard från början inte knuten till något parti. Då statsminister Jens Otto Krag var i behov av en minister med kunskap om både nordiska och europeiska marknadsförhållanden hämtades han in i regeringen som handelsminister och minister för nordiskt samarbete. Han var den förste i Danmark att inneha den sistnämnda av ministerposterna. Till hans ansvarsområden ingick också frågor rörande europeiska marknadsangelägenheter, dvs. EEG. Han gick med i Socialdemokratiet först efter att ha varit minister i ett halvt år. Han var en förespråkare av att Danmark skulle ansluta sig till EEG och då Storbritannien på nytt lade fram en ansökan om att ansluta sig till gemenskapen 1967 lade också Dahlgaard fram en redogörelse för Folketinget om att Danmark skulle göra detsamma. Detta vann bifall från de fyra stora partierna Venstre, Socialdemokratiet, Det Konservative Folkeparti och Det Radikale Venstre. Ansökan drogs dock tillbaka efter att Frankrikes president, Charles de Gaulle, lade in sitt veto mot Storbritanniens ansökan. Hans ministertid fick ett abrupt slut efter det kommit fram att han på ett slutet studentmöte hade yttrat sig om militärkuppen i Grekland och satt Danmarks ekonomiska intressen i landet högre än krav på demokrati och mänskliga rättigheter. Han blev avskedad av Jens Otto Krag och lämnade regeringen 1 oktober 1967.
Efter ministertiden var Dahlgaard Danmarks ambassadör i Belgrad (1968), Tirana (1970) samt Tokyo och Seoul (1972). Han blev sedan ambassadör i Haag (1976) och London (1981).

## Utmärkelser
- Kommendör av Dannebrogorden,  1971[7]

[Redigera Wikidata]